# 道峰区

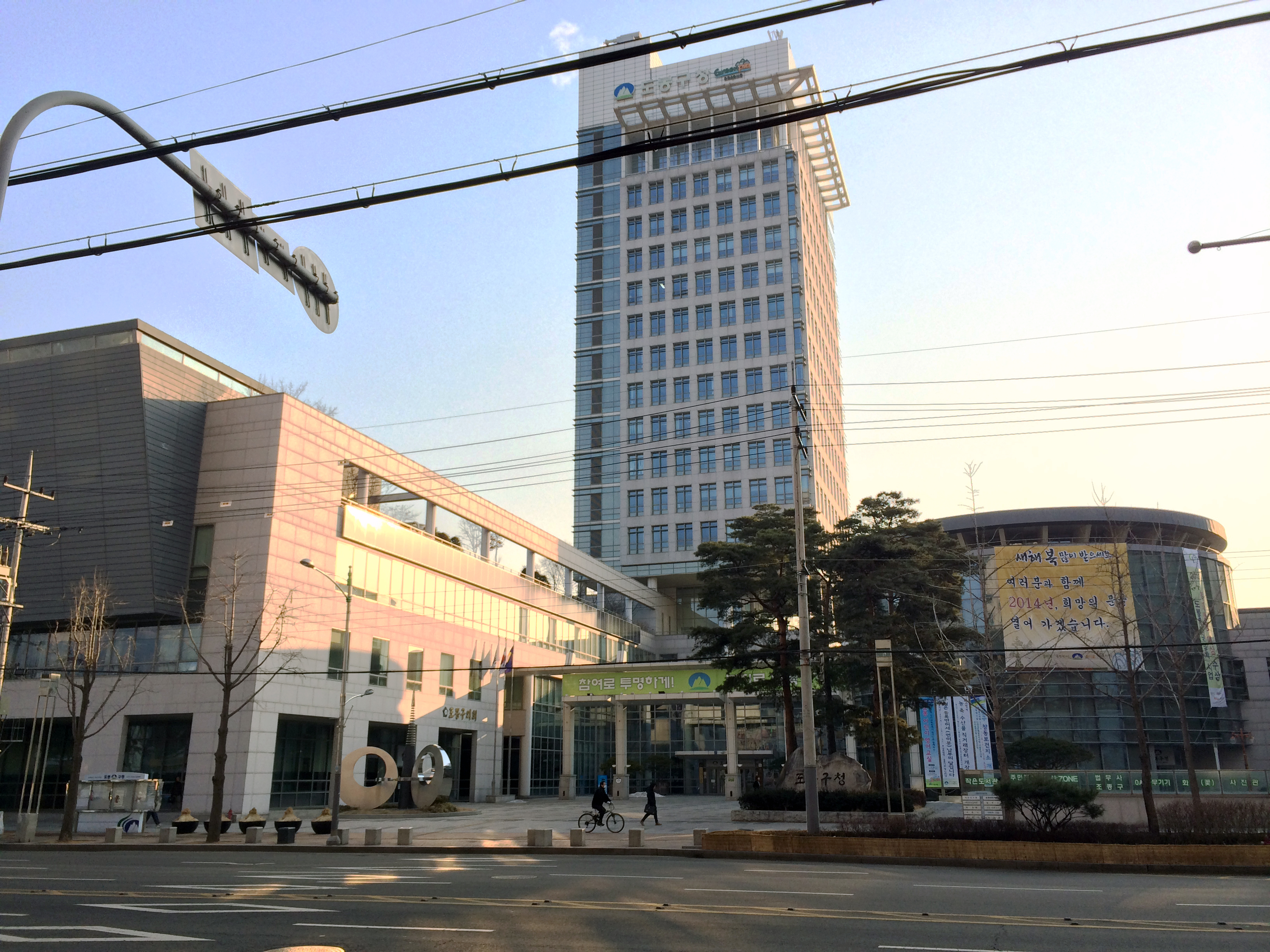
道峰区庁

道峰区（トボンく）は、大韓民国、ソウル特別市北東部にある区。北漢山国立公園などがある区。

## 歴史
- 1973年7月1日 城北区から弥阿洞、樊洞、水踰洞、牛耳洞、倉洞、月渓洞、双門洞、上渓洞、中渓洞、道峰洞、放鶴洞、孔陵洞、下渓洞を分割し、道峰区が発足。
- 1988年1月1日 倉洞、月渓洞、上渓洞、中渓洞、道峰洞、孔陵洞、下渓洞を蘆原区へ分割。
- 1989年1月1日 蘆原区から倉洞、道峰洞を編入。
- 1995年3月1日 弥阿洞、樊洞、水踰洞、牛耳洞を江北区へ分割。

## 地理
道峰区はソウル市の北部に位置する。
- 山：道峰山
- 自然公園：北漢山国立公園

## 行政区域

行政区域図

幾度かの洞の統合を経て、現在は14の洞が存在する。
| 行政洞                            | 法定洞 |
| --------------------------------- | ------ |
| 倉第1洞（チャンジェイルトン）     | 倉洞   |
| 倉第2洞（チャンジェイドン）       | 倉洞   |
| 倉第3洞（チャンジェサムドン）     | 倉洞   |
| 倉第4洞（チャンジェサドン）       | 倉洞   |
| 倉第5洞（チャンジェオドン）       | 倉洞   |
| 道峰第1洞（トボンジェイルトン）   | 道峰洞 |
| 道峰第2洞（トボンジェイドン）     | 道峰洞 |
| 双門第1洞（サンムンジェイルトン） | 双門洞 |
| 双門第2洞（サンムンジェイドン）   | 双門洞 |
| 双門第3洞（サンムンジェサムドン） | 双門洞 |
| 双門第4洞（サンムンジェサドン）   | 双門洞 |
| 放鶴第1洞（パンハクチェイルトン） | 放鶴洞 |
| 放鶴第2洞（パンハクチェイドン）   | 放鶴洞 |
| 放鶴第3洞（パンハクチェサムドン） | 放鶴洞 |

## 行政
現在の区長は李東秦（イ・ドンジン）。

### 警察
- ソウル道峰警察署

### 消防
- 道峰消防署

## 教育

### 大学
- 徳成女子大学校

## 交通

### 鉄道
- 韓国鉄道公社
  - 京元線（広域電鉄1号線）

鹿川駅 - 倉洞駅 - 放鶴駅 - 道峰駅 - 道峰山駅
- ソウル交通公社
  - 4号線

倉洞駅 - 双門駅
  - 7号線

道峰山駅